# Estación de Le Bouveret
La estación de Le Bouveret es la principal estación ferroviaria de la localidad de Le Bouveret, perteneciente a la comuna suiza de Port-Valais, en el Cantón del Valais.

## Historia y situación

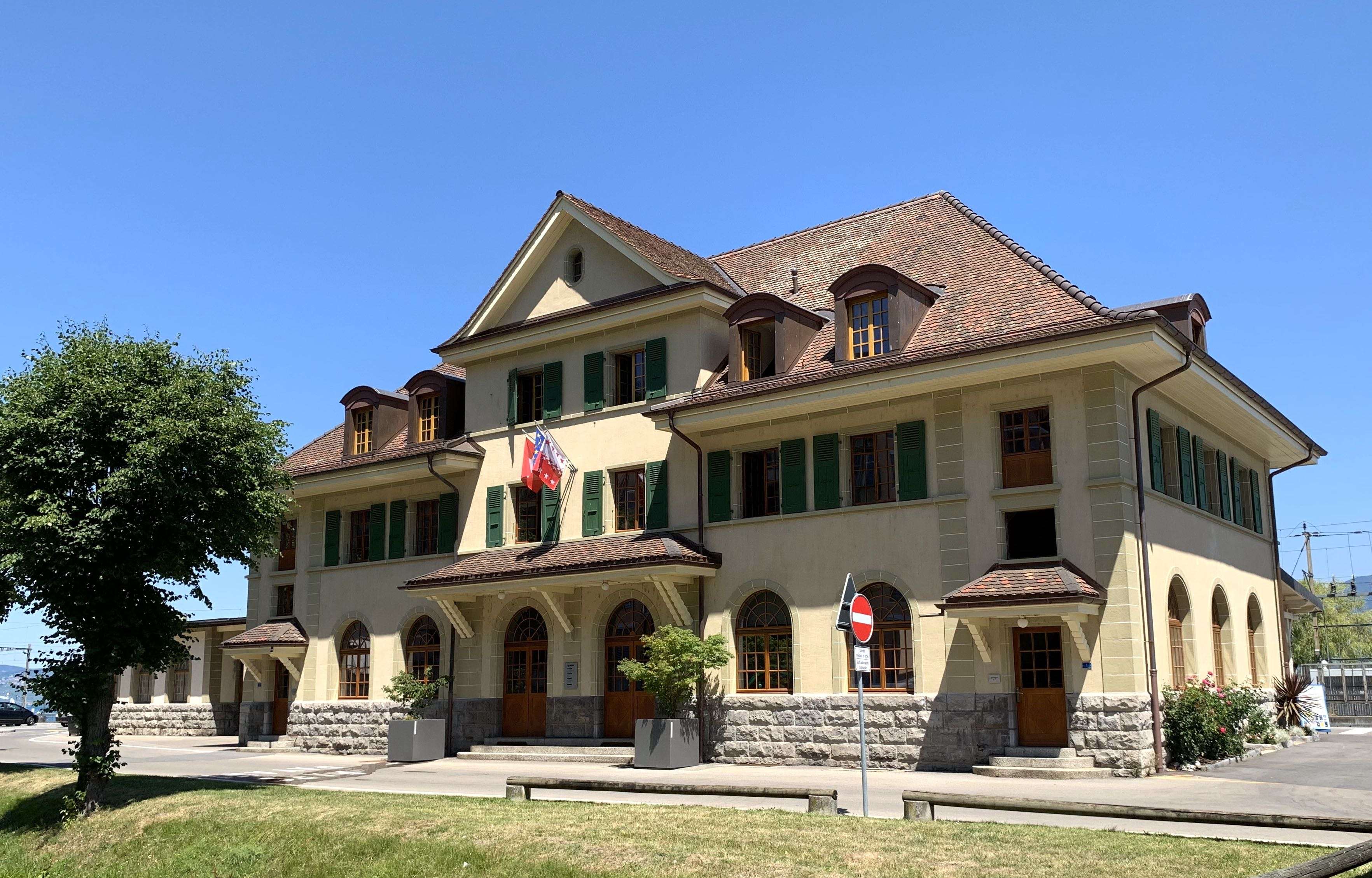
Fachada sur de la estación de Le Bouveret

La estación de Le Bouveret fue inaugurada en el año 1859 con la puesta en servicio del tramo Le Bouveret - San Mauricio - Martigny, que pertenece el primer segmento a la línea del Tokin y el segundo, a la línea Lausana - Brig, más conocida como la línea del Simplon. En 1886 la línea se prolongó desde Le Bouveret hacia Saint-Gingolph y Évian-les-Bains.
Se encuentra ubicada en el borde noroeste del núcleo urbano de Le Bouveret. Cuenta con dos andenes laterales a los que acceden dos vías pasantes. Además existe otra vía pasante más y un par de vías de servicio.
En términos ferroviarios, la estación se sitúa en la línea Saint-Gingolph - San Mauricio. Sus dependencias ferroviarias colaterales son la estación de Saint-Gingolph, extremo de la línea, y el apeadero de Les Evouettes en dirección San Mauricio.

## Servicios ferroviarios
Los servicios ferroviarios de la estación están prestados por SBB-CFF-FFS y por RegionAlps, empresa participada por los SBB-CFF-FFS y que opera servicios de trenes regionales en el Cantón del Valais:

### Regional
- R Saint-Gingolph - Monthey - San Mauricio - Sion - Brig. Efectúa parada en todas las estaciones y apeaderos del trayecto. Operado por RegionAlps.